# Casa Jaipur
La Casa Jaipur era antigua residencia del Maharajá de Jaipur en la ciudad de Nueva Delhi, India.  Está situada al final del Bulevar Rajpath, frente a la Puerta de la India. Actualmente, alberga la Galería Nacional de Arte Moderno de la India.

## Historia
Fue diseñada por Charles Blomfield, renombrado arquitecto que había diseñado el Delhi de Lutyens, en 1936. 
En la actualidad alberga la Galería Nacional de Arte Moderno (NGMA), la pinacoteca más importante de la India, establecida aquí por el Ministerio de Cultura en 1954. 

## Arquitectura
La estructura tiene forma de mariposa y una cúpula central. La estructura está revestida de arenisca roja y amarilla. En la parte trasera del palacio hay un gran jardín, al que se puede acceder a través del salón de baile principal en la planta baja. El salón de baile está revestido con paneles de madera oscura.
En el interior se encuentra la sala principal bajo la cúpula central, con una gran escalera de caracol que conduce al piso superior.
En 2019, fue renovada por completo, facilitando las visitas eliminando ornamentación y colocando panelado que facilita la exposición de los cuadros.